# Galium correllii
Galium correllii är en måreväxtart som beskrevs av Lauramay Tinsley Dempster. Galium correllii ingår i släktet måror, och familjen måreväxter. Inga underarter finns listade i Catalogue of Life.